# Masaharu Nishi
Masaharu Nishi (西 政治, 29 de maig de 1977) és un exfutbolista del Japó.
Comença la seua carrera professional a l'Avispa Fukuoka el 1996. Ha jugat als clubs Ventforet Kofu i es va retirar a finals de la temporada 2003.
El juny de 1997, va ser seleccionat per la selecció nacional sub-20 del Japó per al Campionat Mundial juvenil de 1997.